# De Blauwe Reiger
De Blauwe Reiger is een in 1856 gebouwde korenmolen aan de Waalbandijk in Haaften, een dorp in de Nederlandse gemeente West Betuwe. De ronde, gemetselde stellingmolen staat op een belt die binnendijks uitstulpt en verving een eerdere standerdmolen, die in april 1856 in de nacht uitbrandde. De molen heeft twee koppels maalstenen, waarmee op vrijwillige basis graan wordt gemalen voor veevoer. Het wiekenkruis is oud-Hollands en de kap is van hout, gedekt met dakleer. De Blauwe Reiger is een rijksmonument en is sinds 24 maart 1971 opgenomen in het monumentenregister. Op zaterdagen is hij te bezoeken.

## Onderhoud en herstel
- In 1953 besloot een nieuwe eigenaar de molen om economische redenen maalvaardig te laten restaureren. Het wiekenkruis werd tijdelijk verwijderd.[3] In 1955 werd de molen feestelijk ingewijd door burgemeester H.A. van Willigen en driehonderd genodigden. Leden van de Rotary Club schonken een nieuwe baard met het opschrift De Blauwe Reiger.[4]
- De toenmalige gemeente Haaften kocht de molen in 1973 en liet in 1975/1976 grote herstelwerken uitvoeren: het metselwerk en de stelling werden gedeeltelijk gerenoveerd en de kap werd naar beneden gehaald voor herstel. Ook werden de Van Busselneuzen vervangen door nieuwe, Oud-Hollands gehekte roeden.[5]
- In 1984 is het bovenwiel geheel vernieuwd
- In 1991 is de molen nogmaals gerestaureerd.
- Op 25 november 2010 heeft de molen twee nieuwe roeden gekregen, geleverd door de firma Vaags.

## Waardering
Samen met de protestantse kerk en kasteel Goudenstein bepaalt De Blauwe Reiger de horizon van Haaften: alle drie de gebouwen zijn redelijk vrij van omringende bebouwing en begroeiing. Doordat Haaften in een uitstulping van de Waalbandijk ligt, zijn ze vanuit allerlei richtingen op verscheidene kilometers afstand te zien, bijvoorbeeld vanaf de dijken in Waardenburg en Herwijnen en vanaf de overkant van de Waal van Zaltbommel tot Nieuwaal; bij helder weer zelfs vanaf de dijk tussen Zuilichem en Brakel. De landschappelijke waarde van De Blauwe Reiger is dan ook zeer groot en de molenbiotoop is goed.

## Eigenaren
Het eigendom van de de huidige molen is zesmaal gewisseld, afgezien van vererving en rechtsopvolging:
1. J. van Flier (1856 - 1872)
2. H. Sterrenberg (1872 - 1873)
3. J.C. Verploeg en erven (1873 - 1941)
4. D. Koek (1941 - 1953)
5. Firma G. van Tuyl en Co. (1953 - 1965)
6. H. Timmer (1965 - 1973)
7. Gemeente Haaften en haar rechtsopvolgers: gemeente Neerijnen, gemeente West Betuwe (1973 tot heden)